# Mesonauta insignis
Mesonauta insignis (Heckel, 1840) è un pesce di acqua dolce appartenente alla famiglia Cichlidae ed alla sottofamiglia Cichlasomatinae.

## Descrizione
Il corpo è alto, compresso lateralmente e non allungato. La colorazione non è molto sgargiante, perché il corpo è marrone-grigiastro attraversato da una linea nera diagonale che passa dall'occhio rosso e termina alla base della pinna dorsale. Quest'ultima è allungata, gialla come tutte le altre pinne. La pinna caudale ha un ocello nero alla base. Le pinne pelviche sono estremamente allungate e quasi formano dei filamenti. Sulla gola e sull'opercolo possono essere presenti delle aree più chiare o iridescenti. In genere è poco più corto di 10 cm.

## Biologia

### Comportamento
Ha un temperamento molto pacifico per essere un ciclide. Può però diventare aggressivo nel periodo riproduttivo.

### Alimentazione
È un pesce onnivoro e si nutre sia di piante che di invertebrati acquatici.

### Riproduzione
È un pesce oviparo e la fecondazione è esterna. Le uova vengono deposte su una superficie piatta, di solito una pietra ben nascosta, e fecondate. I genitori continuano a sorvegliare gli avannotti finché non sono autonomi.

## Habitat e distribuzione
Proviene dal bacino del Rio delle Amazzoni, in Sud America, specialmente dal Rio Orinoco in Colombia e Venezuela e dal Rio Negro in Brasile. Vive dove la corrente non è molto forte.

## Acquarifilia
È meno comune negli acquari del più conosciuto congenere Mesonauta festivus, al quale somiglia molto e con il quale viene spesso confuso.

## Pesca
in Sud America è pescato abbastanza frequentemente per essere consumato affumicato.